# Ospedale del Ceppo (Pistoia)
Ospedale del Ceppo je srednjeveška bolnišnica, ustanovljena leta 1277 v Pistoiji v Toskani v osrednji Italiji.

## Zgodovina
Po tradiciji je Ospedale leta 1277 ustanovila družba Santa Maria ali del Ceppo dei poveri. Leta 1345 dokumenti omenjajo tekoča dela za nov samostan, oratorij in domus (prebivališče za ženske). Glavna mestna bolnišnica je postala po donacijah, prejetih po črni smrti leta 1348. Sprva je bila pri stolničnem kapitlju, od leta 1350 pa je občina Pistoia poskušala prevzeti smer podjetja. Po osvojitvi Pistoije s strani Firenške republike (1401) so Florentinci uradno potrdili laični status bolnišnice. Leta 1456 so upravitelji bolnišnice florentinskemu arhitektu Michelozzu di Bartolomeu naročili obnovo stavbe. Izvolitev spedalinga (rektorja) je bila pogosto sporna med plemenitimi družinami Pistoiese, kar je včasih povzročalo ljudske pretrese, kakršen je bil leta 1498. Leta 1494 je bila Compagnia del Ceppo izgnana, bolnišnico pa je vodil občinski priori. Leta 1501 je bila bolnišnica predana bolnišnici Santa Maria Nuova v Firencah; florentinski spedalingo Leonardo Buonafede je v tem obdobju naročil izvedbo friza, ki je zdaj glavna značilnost monumentalne fasade. Leta 1784 je veliki vojvoda Leopold II. Habsburško-Lotarinški iz Toskane združil bolnišnico z novo entiteto, vključno z drugo pistoiješko bolnišnico San Gregorio, Spedali Riuniti di Pistoia, spedalingo, se je vrnil v Pistoiesanom.

## Opis
Sedanji kompleks je rezultat vrste dozidav in obnov prvotne zgradbe iz 13. stoletja, ki ustreza današnji corsia di Sant'Atto, velikemu krilu z velikimi okni, ki so danes obstaja po prenovi iz 16. stoletja. V 15. stoletju so bili dodani krilo in sedanja fasada, leta 1502 je bila zgrajena renesančna arkadna loža, ki jo je navdihnil Ospedale degli Innocenti v Firencah. Ložo krasi keramični glazurni friz, ki ga je leta 1525 izvedel Santi Buglioni: (oblačenje golih, namestitev romarjev, obisk bolnikov, obisk zapornikov, pokop mrtvih, hranjenje lačnih, hranjenje žejnih). Prizori, ki prikazujejo dela, so prepleteni s figurami Kreposti (Razumnost, vera, ljubezen, upanje in Pravičnost), ki jih uokvirjajo okrašeni pilastri. Dve harpiji na vogalih zaključujeta delo. Friz je bil izdelan od leta 1525 po naročilu florentinske bolnišnice Leonardo Buonafede, ki se v prizorih pojavlja v beli obleki s črno pelerino, da bi vodil vsakodnevne dejavnosti bolnišnice. Zadnja desna plošča je bila leta 1586 zamenjana z novo, ki jo je izdelal Filippo di Lorenzo Paladini, brez lošča. Na njem je namesto Buonafede zastopana takratna bolnišnica Bartolomeo Montichiari. 
Tonde iz leta 1525 je izdelal Giovanni della Robbia, in prikazujejo:
- V prvem tondu Oznanjenje nadangel oznani Marijino spočetje Odrešenika. Na dnu epigrafske črke A.N O.D NI.M D X X V.
- V drugem tondu Marijina hvalnica Marija moli v nebeški slavi med angeli.
- V tretjem tondu Obiskovanje Maria napove veseli dogodek Elizabeti. Na dnu črke M.A M.D. -B.I.M.E.F.V.T., z evangeličanskim pomenom Magnificat anima mea Domine Benedicta tu inter mulieres et Benedictus fructus ventris tui. (Evangelij po Luki Lk 1:46, 1:42).
- in Medičejski grb.

Delo na frizu je ostalo nedokončano, saj se je pogrešalo sedmo ploščico, napiti žejnega. Razbite ostanke te ploščice so odkrili leta 1936 v bolnišnici, na mestu, kjer je družina Della Robbia hranila pečice.
Corsia di San Leopoldo (Krilo sv. Leopolda), danes sedež Pistoia Medical Academy, je bila prvotno namenjena nalezljivim bolnikom.

## Medicinska šola
Lekcije v medicini so morale potekati v bolnišnici od začetka 16. stoletja, kot kaže predstavitev obiska bolne osebe (Obisk bolnika frize Della Robbie), ki so se je udeležili liki, interpretirani kot študentje.
Medicinska šola v Pistoji je bila ustanovljena leta 1666, njen sistem pa je uradno odobril veliki vojvoda Leopold II. Habsburško-Lotarinški leta 1784. Študij, razdeljen na tri smeri, je trajal šest let. Vzpostavljene so bile katedra za 'praktično medicino', 'kirurške zadeve', 'anatomijo', 'praktične primere', 'operacije in porodništvo', ki so jo leta 1844 zaradi pomanjkanja obiska zaprli.
V šoli se je izučil anatom Filippo Pacini.
V Muzeju kirurških instrumentov, postavljenem v majhni sobi stare bolnišnice, je zbirka medicinskih instrumentov, ki so se uporabljali v bolnišnici in starodavna medicinska besedila.
Lekarniški laboratorij hrani kozarce in opremo za pripravo zdravil in konzerviranje zdravilnih esenc.